# Brajdov potok
Brajdov potok je potok, ki svoje vode nabira v hribovju vzhodno od Ljubljane, v okolici vasi Janče. Pridruži se potoku Jevnica, ki se kot desni pritok pri vasi Jevnica izliva v reko Savo. Njegov povirni pritok je Koparjev graben.